# Kam Wu-seong
Kam Wu-seong (감우성?, 甘宇成?, Gam U-seongLR, Kam UsŏngMR; Contea di Okcheon, 1º ottobre 1970) è un attore sudcoreano.
Kam Wu-seong inizia la propria carriera nel 2002 nel film Gyeolhoneun michinjishida. Ad oggi, il ruolo per cui è principalmente conosciuto è quello di Jang-saeng nel film Wang-ui namja del 2005. Ha lavorato anche in Geomi sup (2004), Gan keun gajok (2005) e Nae sarang (2007).
L'attore ha anche presentato a Seul il concerto di Céline Dion.